# Campeonato Mundial de Piragüismo en Aguas Tranquilas de 1971
El IX Campeonato Mundial de Piragüismo en Aguas Tranquilas se celebró en Belgrado (Yugoslavia) en el año 1971 bajo la organización de la Federación Internacional de Piragüismo (ICF) y la Federación Yugoslava de Piragüismo.
Las competiciones se realizaron en el canal de piragüismo ubicado en el lago Ada, un entrante del río Sava, enfrente de la isla conocida como Ada Ciganlija.

## Medallistas

### Femenino
| Evento   | Oro                                                                           | Plata                                                                | Bronce                                                         |
| -------- | ----------------------------------------------------------------------------- | -------------------------------------------------------------------- | -------------------------------------------------------------- |
| K1 500 m | Liudmila Pinayeva URSS                                                        | Mieke Jaapies · Países Bajos                                         | Petra Setzkorn RDA                                             |
| K2 500 m | Anna Pfeffer · Katalin Hollósy · Hungría                                      | Petra Setzkorn Petra Grabowsky RDA                                   | Tamara Popova Yekaterina Kuryshko URSS                         |
| K4 500 m | Liudmila Pinayeva Yekaterina Kuryshko Natalia Boiko Yuliya Riabchinskaya URSS | Renate Breuer Roswitha Esser Irene Pepinghege Heiderose Wallbaum RFA | Petra Setzkorn Petra Grabowsky Marion Grupe Bettina Müller RDA |

## Medallero
| Núm. | País           | Oro | Plata | Bronce | Total |
| ---- | -------------- | --- | ----- | ------ | ----- |
| 1    | URSS           | 7   | 2     | 6      | 15    |
| 2    | Hungría        | 4   | 5     | 2      | 11    |
| 3    | Rumania        | 2   | 2     | 5      | 9     |
| 4    | RFA            | 2   | 2     | 1      | 5     |
| 5    | RDA            | 1   | 1     | 2      | 4     |
| 6    | Suecia         | 1   | 1     | 0      | 2     |
| 7    | Polonia        | 1   | 0     | 0      | 1     |
| 8    | Austria        | 0   | 1     | 0      | 1     |
| 8    | Bélgica        | 0   | 1     | 0      | 1     |
| 8    | Checoslovaquia | 0   | 1     | 0      | 1     |
| 8    | Noruega        | 0   | 1     | 0      | 1     |
| 8    | Países Bajos   | 0   | 1     | 0      | 1     |
| 13   | Bulgaria       | 0   | 0     | 2      | 2     |
|      | TOTAL          | 18  | 18    | 18     | 54    |